# Melanoptila glabrirostris
El pájaro gato negro o maullador negro (Melanoptila glabrirostris) es una especie de ave paseriforme de la familia Mimidae endémica de la península del Yucatán. Es el único representante de su género.

## Hábitat
Se encuentra únicamente en la península del Yucatán y regiones adyadentes de Belice y Guatemala. Desde que el espécimen tipo (el primero que fue descrito) fue atrapado supuestamente en Omoa, Honduras, alrededor de 1855, no ha habido reportes de su presencia en esa zona, por lo que se cree que tal vez fue mal etiquetado o se ha extinguido en la zona. Su hábitat son los bosques secos subtropicales, las tierras bajas tropicales, y los bosques altamente degradados.

## Conservación
La especie se encuentra casi amenazada, siendo su mayor amenaza la pérdida de hábitat, debido sobre todo al clareo para plantaciones de cocos y la construcción de centros turísticos. Sin embargo, su hábitat no está fragmentado. En Belice vive bajo protección en la reserva Siwa Ban.